# Arrabales de Madrid entre los siglos XII y XVII
Arrabales de Madrid entre los siglos XII y XVII se refiere al conjunto de núcleos de población desarrollados extramuros del recinto amurallado de Madrid entre el periodo bajomedieval y el Renacimiento, que se formaron en torno a la primitiva muralla musulmana a partir del siglo XII.
Los investigadores los asocian a las ocho puertas de la cerca del Arrabal —la primera de las tres sucesivas cercas de Madrid construidas por motivos no defensivos sino legales y fiscales, a raíz del crecimiento de la Villa y levantadas a partir del siglo xii—, la de la Vega, puerta de Moros, la de la Latina junto al postigo de San Millán, el portillo de Antón Martín, también conocido como puerta de Vallecas o de Atocha (que daba al arrabal de Santa Cruz), la Puerta del Sol, la de San Martín (o puerta de Valnadú), y la de Santo Domingo.
Asimismo, en las afueras de la ciudad amurallada, en la confluencia de los caminos de Atocha y Toledo, solía formarse una laguna, que por su extensión y tras desecarse, dejó sitio para un lugar de congregación de pueblo y mercaderes en el nuevo arrabal. De esta forma, desde el XIII comienza a surgir en la documentación administrativa de la ciudad un espacio llamado plaza del Arrabal, la futura plaza Mayor.
Castellanos enumera casi 60 «oficios urbanos» documentados en Madrid a finales del xv, muchos de ellos estrechamente asociados con productos agropecuarios. La reunión de estos gremios en zonas determinadas, creó pequeños barrios como el de los curtidores en las tenerías junto a la puerta de Valnadú o a la noria del Pozacho (entre las fuentes del «arroyo de San Pedro» y la torre de Narigües). Otras veces, su ubicación era impuesta por el Concejo, como fue el caso de los herreros, que se instalaron en la plaza del Arrabal. Con el tiempo, algunos de estos barrios gremiales darían nombre a algunas calles o plazas de Madrid.

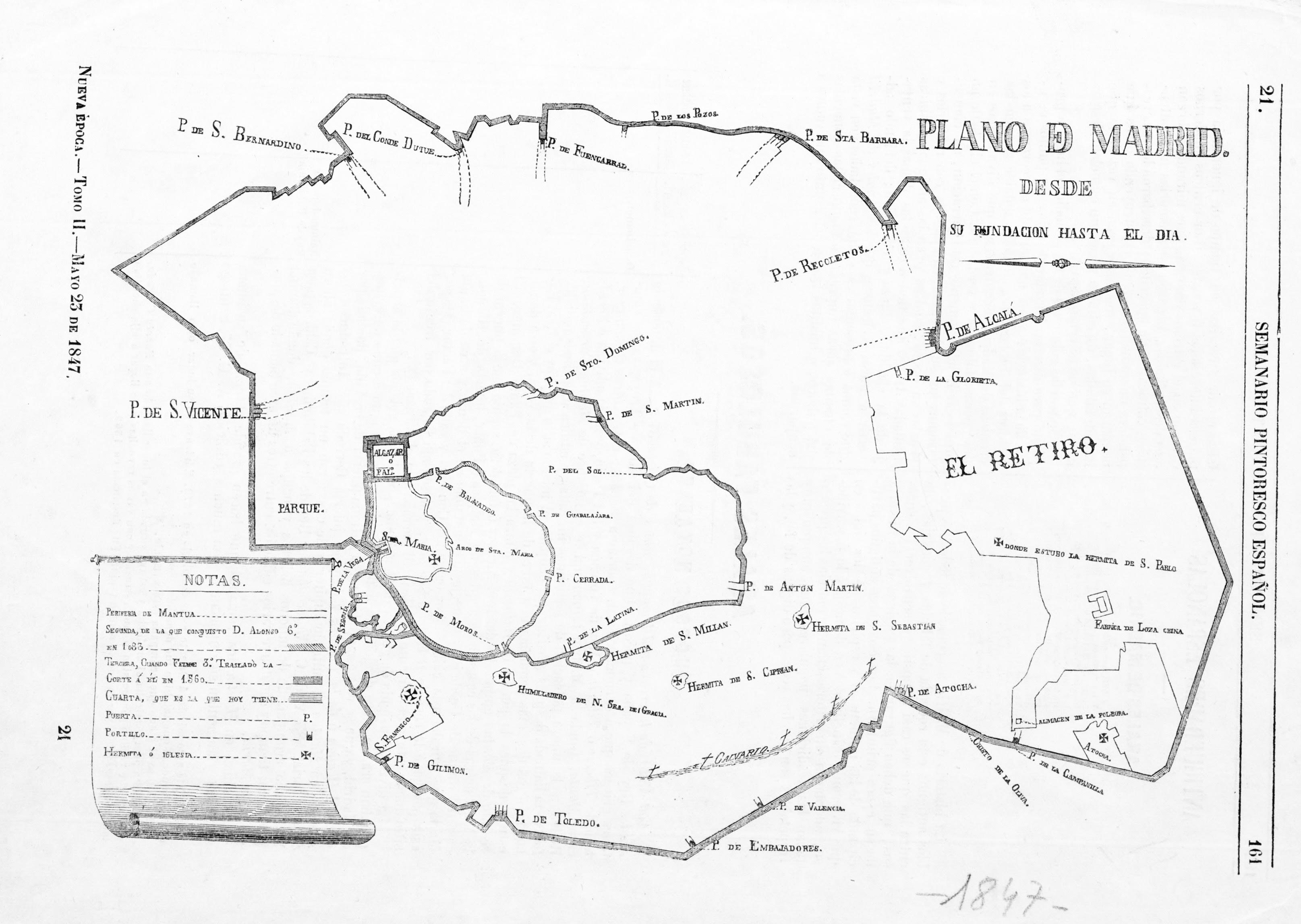
Plano de las distintas cercas de Madrid, publicado en 1847 en el Semanario Pintoresco Español.

## Antecedentes
La ocupación cristiana del «Majerit» musulmán en el siglo xi, la Carta de Población del Vicus Sancti Martini concedida por Alfonso VII de Castilla en 1126 y la redacción del Fuero de Madrid (1202) —que produjo una reorganización administrativa y política—, provocaron un creciente incremento de la población. La posterior construcción de la muralla defensiva en el siglo xii fue claro indicio de dicho crecimiento. Por otra parte, y a pesar de los límites municipales impuestos al territorio encerrado por la cerca defensiva, la pujanza económica de los arrabales hizo que Madrid se extendiera hacia el Este —por las características topográficas—.
Aunque la dispersa historiografía no suele ordenarlos, se podrían diferenciar seis arrabales principales en la historia de la urbanización de la Villa de Madrid, y un apéndice de «arrabales menores o barrios de arrabal», por lo general conectados o relacionados con los llamados principales.

## Arrabal de San Martín
Se desarrolló en torno al convento de San Martín y en las inmediaciones de la puerta de Valnadú o Balnadú, y se considera el primer arrabal de Madrid del que se tiene noticia, documentado a partir de 1126.
Se extendía desde la puerta de Guadalajara hasta la puerta del Sol y de allí, hasta el paseo de Tocha o Atocha y estaba separada de los arrabales de San Ginés y de Santa Cruz por el arenal de San Ginés y los barrancos de los Caños del Peral, respectivamente.
Tuvo en este arrabal sus caseríos Álvaro de Luna, condestable de Castilla, maestre de la Orden de Santiago y valido del rey Juan II de Castilla, y el regidor de la Villa, Bernadino de Mendoza tenía en uno de los barrancos del Arenal, junto a la puerta de Valnadú, una huerta. Otro regidor, Álvaro de Alcocer, que también era secretario de los Reyes Católicos, también tenía en los barrancos del Arenal, junto a la muralla musulmana, una huerta considerable.
En 1499, por orden del Concejo de la Villa, se abrió cerca de la puerta de Valnadú, la casa del Pescado para que allí pudiera remojar y conservar sus «peces» el gremio de pescaderos. Mercancía que llegaba a la Villa desde los puertos de Galicia y Asturias, pues la pesca del río Manzanares y otros ríos o arroyos del vecino Guadarrama estaba, desde antiguo, muy protegida.

## Arrabal de San Ginés
Colindante con el arrabal de San Martín, y situado en el barranco de Arenal, este arrabal se extendía a ambos lados de lo que hoy es la calle del Arenal y se desarrolló en las inmediaciones de la iglesia de San Ginés de Arlés, cuya existencia se conoce en 1358 —aunque probablemente existía allí una ermita mozárabe anterior— alrededor de las cercanas puertas de Balnadú y de Guadalajara, tras arrebatar Alfonso VI de León Magerit a los musulmanes en 1083.
Se documenta en tiempos de Enrique IV (que reinó entre 1454-1474), la única carnicería situada en los arrabales, estando las otras tres dentro del recinto amurallado de la Villa, y a las que se añadieron dos más a lo largo del XV, una en la plaza del Arrabal y otra en la plaza de Santa Cruz.
Aquí se concentraban los oficios dedicados a la confección, tal y como indican los nombres dados posteriormente a calles como Bordadores o Coloreros, de los pocos que quedan.

## Arrabal de Santo Domingo
Se conoce desde mediados del siglo xiii. En él había hornos y tejares para la producción de ladrillos y tejas.

## Arrabal de San Francisco
Se conoce desde mediados del siglo xiii.

## Arrabal de Santa Cruz
Este arrabal, que data del xv, alojaba los gremios de zapateros, estereros, guitarreros y tiradores de oro. También vivía allí Juan Álvarez Gato, mayordomo de la reina Isabel la Católica.
Al norte del arrabal se encontraba la puerta del Sol, cuya existencia data de al menos 1478.

## Arrabal de San Millán
Nombrado así por la ermita que se cree existía allí antes de la conquista de Alfonso VI, se registra su desarrollo como arrabal desde el siglo XV, aunque su población de alquerías con huertas, olivares y viñedos debió ser ya anterior. Tuvo casas de mayorazgo y solares Francisco Ramírez el Artillero, secretario del rey y esposo de Beatriz Galindo la Latina.

## Arrabal de San Andrés
Fue el hábitat de san Isidro Labrador. Se encontraba fuera de las murallas.

## Barrios de arrabal

### Arrabal de las Vistillas
Subiendo desde el río Manzanares hacia Madrid, a la altura de la antigua puente toledana —pontón de madera y ladrillo, predecesor del Puente de Segovia—, en el lado de Poniente se extendió el arrabal de las Vistillas, desarrollado alrededor del convento de San Francisco y su arrabal, poblado por mercaderes y comerciantes.. Personajes históricos vinculados a este sector extramuros incluyen a Mosén Romano, contador mayor de Castilla.

### Arrabal de Lavapiés
Núcleo de población desarrollado del otro lado del barranco de San Pedro, frente a las Vistillas, y a la derecha del camino que subía desde el río Manzanares, a la altura de la puente toledana. Queda referido como arrabal de Lavapiés, desde 1495, y relacionado con la judería de Madrid. Podría considerarse como una extensión del arrabal de San Francisco, en el perímetro de influencia de la zona que luego ocupará la plaza de la Cebada.

### Arrabal de la Morería Vieja
El arrabal de la Morería Vieja, documentado en 1190 por José Simón Díaz, puede considerarse quizá extensión del primitivo arrabal de San Pedro, en la vecindad de la primera iglesia dedicada a San Pedro mencionada en el Fuero de Madrid de 1202, y al parecer levantada sobre la primitiva mezquita que allí estuvo. Formado al amparo de Puerta Cerrada, también puede aceptarse su expansión hacia los tardíos arrabales de San Francisco y Las Vistillas.
Se conservó su mezquita, ubicada cerca de la actual calle de Don Pedro, hasta 1531.

### Judería
Aunque Castellanos sugiere que la judería estuviera ubicada en el arrabal de Lavapiés, y más concretamente en torno a la actual plaza de la Cebada, sigue sin localizarse la zona dónde estaría confinada la aljama judía salvo que, desde julio de 1481 y hasta el decreto de expulsión de 1492, que estaba cercada con un muro cerrado por la noche.